# 福尔沃德庄园
福尔沃德庄园（荷蘭語：Huis Verwolde）是荷蘭的一座城堡。該城堡是1776年在一个中世纪城堡的基础上建造的，现在已经几乎没有当时该城堡的建筑结构留存，庄园周围有不少园林。福尔沃德庄园内有很多艺术品和中世纪的建筑设计。城堡现归属于Geldersch Landschap & Kasteelen组织，由此组织进行城堡的统一修缮和维护。

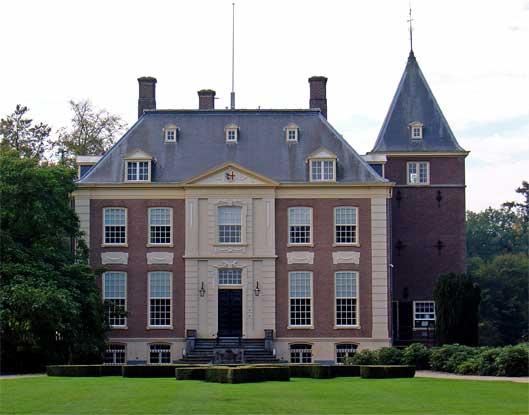

## 历史
200多年来，福尔沃德庄园中居住着同一个家族的几代人，1977年，府邸和附近的庄园转手给‘Vrienden der Geldersche Kasteelen’基金会。该基金会重新修缮了府邸和花园，使它们重返往日的辉煌。

## 馆藏
庄园内还珍藏18世纪中国精美古典瓷器。
黄油陶瓷罐
据VOC档案文件考证，此种碗状瓷器早在17世纪就已流通于贸易往来，1663年由日本商船海运至荷兰境内。18世纪时，此种盛装黄油的精美陶瓷罐就已经做为奢侈品在贵族间尤为推崇。
此种瓷器的特点是盖子上的中国古典园林图案和盖子凸起的形状。
孔雀餐具
来自中国，1730-1740年
这种陶瓷碗碟色彩明快，图案以红玫瑰和两只孔雀为主。其中一只孔雀在向另一只展示其美丽的尾巴。
这个系列的碗碟目前没有整套留存。这个系列完美展示了18世纪早期晚餐餐具的发展。VOC档案文件中称，当时此种类型的碗碟有多种尺寸和套系。